# Остров смерти
«Остров смерти» (англ. This Place Is Death) — пятая серия пятого сезона и девяносто первая серия в общем счёте телесериала «Остаться в живых». В этой серии не показаны ни флешбэки, ни флешфорварды, просто больше внимания уделено Джину и его жене Сун.

## Сюжет

### Остров
Джин, находясь в замешательстве, спрашивает Руссо ещё раз её имя и откуда она. Даниэль сообщает, что они отплыли из Таити 15 ноября 1988 года. Джин и члены научной экспедиции обсуждают, что им делать дальше. Джин хочет найти свой лагерь, а Робер и другие хотят найти радиовышку — источник трансляции. В итоге француз убеждает Джина сопроводить их до радиовышки, так как он всё равно не знает пути с пляжа до своего лагеря.
Во время похода в джунглях Даниэль останавливается, чтобы отдохнуть, и флиртует с Робером, обсуждая пол и имя их будущего ребёнка. Когда Робер предлагает ей воды, они обнаруживают, что Надин, ответственная за еду, пропала. Они окликают её, Робер берёт винтовку и формирует поисковый отряд. Они слышат шум, Джин понимает, что это Монстр. Несколько секунд спустя дерево вырывается из земли, а тело Надин приземляется рядом с ними. Джин кричит всем, чтобы они бежали от монстра. Но монстр хватает Монтана и тащит его через джунгли в яму рядом с древними руинами.
Они преследуют его и успевают схватить за руку Монтана, прежде чем монстр утащил его в дыру. Пока идёт борьба с монстром, щупальце дыма закручивается вокруг руки Монтана и отрывает её. В ужасе они отбрасывают оторванную руку. Затем они слышат из дыры зов Монтана прийти к нему на помощь. Члены экспедиции решают войти в дыру, несмотря на предупреждения Джина. Лакомб, Бреннан и Робер спускаются в дыру, а Джину удаётся отговорить Даниэль от этого ради её ребёнка. Пока они ждут, Джин испытывает на себе вспышку времени.
Джин рядом с руинами Храма. Найдя себя переместившимся вперёд во времени, Джин видит на земле разложившуюся руку Монтана рядом с исписанными иероглифами руинами. Идя через джунгли, он видит столб дыма. Возвращаясь на пляж, он находит временный лагерь, музыкальную шкатулку, которую Робер подарил Даниэль. Поблизости он находит тела Лакомба и Бреннана. Видно, что они были застрелены из ружья. Двигаясь дальше, он слышит голоса спора. Подойдя ближе, он видит Даниэль и Робера. Оба вооружены винтовками. Руссо убеждена, что отец её ребенка стал болен после встречи с монстром, и целится в него. Робер отговаривает Руссо стрелять и, как только она опускает ружьё, стреляет из своего. Происходит осечка, и Робер получает от Даниэль пулю (Руссо рассказывала об этом Саиду во время их первой встречи). Потом она замечает Джина и хочет убить и его, однако Джин спасся от неё в джунглях.
Сойер вместе с остальными находят Джина. С помощью Шарлотты, которая знает корейский, они объясняют Джину, что они перемещаются во времени с каждой вспышкой. Вместе они продолжают путь к станции «Орхидея».
По пути на станцию вдруг происходит ещё одна вспышка, которая длится всего несколько секунд.
У Джульет и Сойера начинаются кровотечения из носа, а Шарлотта падает в обморок, она начинает неразборчиво говорить, частично на корейском. Потом Шарлотта, обращаясь к Джину, произносит: «Не позволяй им привозить её обратно. Это место — смерть». Потом её сознание как будто бы начинает скакать во времени, и она начинает произносить странные фразы вроде: «Почему папочка не может пойти с нами?» или «Я знаю о Карфагене больше, чем сам Ганнибал».
После очередной вспышки Фарадей просит помочь ему с Шарлоттой, однако Локк говорит, что необходимо идти дальше без неё, потому что она будет всех тормозить. Тогда Дэниэл принимает решение остаться вместе с любимой. Сойер спрашивает, что они будут делать, если станция «Орхидея» в это время еще не построена, на что Шарлотта вдруг отвечает: «Ищите колодец».
Когда группа доходит до места назначения, станция оказывается на месте, но случается вспышка, и Локк, Сойер, Джульет, Майлз и Джин теперь попадают во время, когда станции «Орхидеи» еще не было. Однако неподалёку они находят колодец, о котором говорила Шарлотта. Локк решает спуститься, но Джин его останавливает, отдаёт своё обручальное кольцо и просит, чтобы Локк не возвращал на Остров Сун, а если она спросит о нём - Локк должен сказать, что Джин умер и показать кольцо как доказательство. Локк пообещал не возвращать Сун и начал спускаться на дно колодца.
В джунглях Шарлотта умирает из-за скачков во времени и перед смертью рассказывает Фарадею о своем детстве на Острове. Она говорит, что покинула его в раннем детстве вместе со своей матерью. Однажды на Острове к ней подошел какой-то человек и сказал, чтобы Шарлотта не возвращалась на Остров, иначе она умрёт. Этим человеком был сам Дэниел Фарадей.
Появляется очередная вспышка, в результате чего исчезает канат, по которому спускается Локк. Он падает и получает открытый перелом ноги. Он зовёт на помощь, однако, подняв голову, видит, что отверстия колодца над его головой больше нет. И тут из-за угла пещеры выходит Кристиан Шепард. Он говорит Локку, что не Бен должен был крутить колесо в последний раз, а сам Локк. Несмотря на сломанную ногу Локка, Кристиан не помогает ему подняться. Локк самостоятельно доходит до колеса и поворачивает его. Начинается вспышка. Кристиан просит передать привет его сыну. Локк спрашивает, кто его сын, но, не успев услышать ответ, перемещается.

### Лос-Анджелес
Сун хочет убить Бена, но тот останавливает её рассказом о том, что Джин жив и до сих пор на острове. Сун не верит ему, но Бен говорит, что предъявит ей доказательства. Бен привозит Сун и Джека в церковь к Элоизе Хокинг. На входе в церковь он отдает Сун обручальное кольцо Джина и спрашивает, готова ли она пойти за ним, она соглашается. Там же они встречают Десмонда, который говорит, что ищет мать Фарадея. Ей оказывается та самая женщина, которую Деcмонд встретил  во время своего первого перемещения во времени (Вспышки перед глазами) и с которой Бен встречался ранее (Ложь). Элоиза недовольна, что Бен собрал не всю Шестёрку Oceanic, но замечает, что для начала ей хватит тех, кто пришел. «Ну что, приступим», — говорит Элоиза.